# Портнов, Михаил Дмитриевич
Михаил Дмитриевич Портнов — русский кораблестроитель второй половины XVIII века.

## Биография
С 1765 года по 1768 год М. Д. Портнов изучал корабельную архитектуру в Дании, Англии и Франции. После возвращения для подтверждения своих знаний им были спроектированы и построены 66-пушечный корабль «Св. Георгий Победоносец» и разборное судно длиной 28 футов (8,5 м), предназначенное для перевозки тяжёлой артиллерии.  29 апреля 1770 года, в день спуска корабля «Св. Георгий Победоносец», Михаила Дмитриевича произвели в корабельные мастера 3-го ранга.
М. Д. Портнов исследовал вопрос, почему некоторые русские корабли, построенные в Архангельске, не могли выдержать длительный переход в Балтийское море. Он выяснил, что причина заключалась в размере орудийных портов. С помощью расчётов он доказал, что если вырезы орудийных портов уменьшить, то продольная прочность корабля повысится без отрицательного влияния на эффективность корабельной артиллерии. В мае 1769 года Портнов представил в Адмиралтейств-коллегию проект корабля, лишённого этого недостатка. Проект был утверждён, а Портнову разрешили самостоятельно руководить заготовкой лучшей древесины (дуба и лиственницы) для строительства корабля. Екатерина II распорядилась «избегать излишнего поспешания».

## Спроектированные корабли

### Корабль «Св. Георгий Победоносец»
Корабль «Св. Георгий Победоносец» был заложен в Санкт-Петербургском адмиралтействе 28 мая 1769 года. На воду был спущен 29 апреля 1770 года. Количество пушек — изначально 66, затем уменьшено до 50 для улучшения остойчивости.
Корабль «Св. Георгий Победоносец» под командованием контр-адмирала И. Н. Арфа  участвовал в походе в Средиземное море в состав 3-й Архипелагской эскадры, выйдя 30 июня 1770 года из Ревеля и прибыв в Аузу. Начиная с осени 1771 года корабль принимал участие в крейсерстве и боевых действиях на Средиземном море. Командующий Архипелагской эскадрой А. В. Елманов выбрал этот корабль флагманским, что свидетельствует о качестве его постройки.